# Carlos Perujo
Carlos Tomás Perujo y Ruiz de Gopegui (Ezcaray, La Rioja, España, 4 de noviembre de 1849 - San Carlos, Maldonado, Uruguay, 13 de junio de 1902) fue un abogado, juez letrado departamental, periodista y político hispanouruguayo de relevante actuación en su patria de adopción, Uruguay, en particular en las localidades de Maldonado y San Carlos, así como en los comienzos de Rivera como capital departamental.

## Reseña biográfica

### Nacimiento y vida en España
Carlos Perujo nació en la villa de Ezcaray, provincia de Logroño, hijo de una familia de cómoda posición social aunque sin particular riqueza. Su ascendencia paterna y materna se ligaba con familias de larga data en la región con intereses en fincas agropecuarias y la producción de textiles. Quedó huérfano en la infancia y casi seguramente quedó bajo la tutela de tíos y tías hasta su ingreso a la universidad.
Inició sus estudios de Derecho en la Universidad de Madrid en 1870 y hacia 1873 se mudó a Zaragoza, donde continuó hasta julio de 1874, cuando abruptamente abandonó España, posiblemente por la inestabilidad política del momento y la amenaza creciente de la implantación del servicio militar obligatorio.

### Vida en Uruguay
Desembarcó en Montevideo en noviembre de 1874 y poco después retomó los interrumpidos estudios de abogacía en la Universidad Mayor, de donde egresó como doctor en 1880. 
Al año siguiente fue nombrado juez letrado del departamento de Maldonado y desde ese cargo participó en la transición judicial durante la secesión del recientemente creado departamento de Rocha. 
En 1882, con una grave crisis diplomática con España y la desaparición del súbdito español Manuel Sánchez Caballero detrás, el Tribunal Superior de Justicia lo trasladó a la lejana San Fructuoso, capital del departamento de Tacuarembó. Probablemente esperaba apaciguar los ánimos de la colectividad española y sus representantes en Uruguay mediante la sustitución de su connacional y cuestionado juez Antonio Varela Stolle por Carlos Perujo, magistrado igualmente español, pero de reputación intachable. Perujo opuso una férrea resistencia entre correspondencia y entrevistas con el Tribunal, con el apoyo además de la población local de Maldonado y San Carlos. Finalmente aceptó por razones que prefirió mantener en reserva y que seguramente tenían que ver con la presión del Poder Ejecutivo por cerrar de una vez por todas la cuestión española en lo atinente al episodio de Sánchez Caballero.
No obstante, al cabo de pocos meses renunció al cargo de juez y regresó a Maldonado (1883), solo para volver nuevamente a Tacuarembó ese mismo año, tal vez seducido por las perspectivas de mejores posibilidades profesionales en el anunciado nuevo departamento de Rivera. Este fue creado en octubre de 1884 y poco después Perujo, acompañado de su flamante esposa, se radicó en la capital de Rivera. Allí se desempeñó como abogado, fundó el primer periódico regional ("La Voz de Rivera") y se convirtió en el primer presidente de la primera Junta Económico-Administrativa (antecesoras de las actuales Juntas Departamentales).
La política se volvió en su contra y un año después debió escapar al Brasil y ampararse de persecución en Santana do Livramento. La tumultuosa experiencia lo decidió a regresar al sur de Uruguay, primero a Montevideo y luego a Maldonado, donde en 1882 había comprado un campo al que llamaría "Cortijo del Carmen" y en el que erigiría una casona de dimensiones y aspecto impresionante para la zona (1894).
En los años siguientes continuó su práctica profesional de abogado, se inició en la explotación agropecuaria y siguió participando en política, mientras aumentaban su familia y su consideración como "patricio" en la zona.
Perujo falleció repentinamente en San Carlos en 1902, víctima de una falla cardíaca. Su pérdida fue muy sentida entre el público de Maldonado y San Carlos. Durante el sepelio, uno de sus correligionarios políticos pronunció un extenso elogio fúnebre que luego sería publicado en uno de los periódicos locales.

### Personalidad y familia
Por lo que se sabe de él, fue un hombre de destacados dones de urbanidad y simpatía, y que supo moverse cómodamente entre círculos de diferente jerarquía social. En 1880 contrajo matrimonio con Carmen Olivera, de estirpe política blanca y vinculada por parentesco con el caudillo Bernardino Olid a través de su abuela materna, Braulia del Puerto (casada con Olid en segundas nupcias). Perujo y su esposa tuvieron un total de nueve hijos, dos de los cuales murieron en la infancia. Carmen Olivera lo sobrevivió treinta y cinco años más y falleció en el Cortijo del Carmen en 1937.

### Legado y otros hechos
Su disputa con el Tribunal Superior de Justicia acabó por sentar jurisprudencia en su contra y las de los casos posteriores acerca de los derechos de los jueces a cuestionar las decisiones de traslados.
La aceptación del cargo en Tacuarembó, sin embargo, contribuyó en parte a la solución del conflicto con España, que exigía la separación del cargo del juez involucrado en el caso Sánchez Caballero y su sustitución por uno sin tacha.
Como integrante del primer gobierno de Rivera, contribuyó a la difícil etapa inicial de surgimiento de la nueva circunscripción administrativa y a la adaptación de la villa homónima a su nuevo rol de capital departamental. 
También lo hizo desde "La Voz de Rivera"', con lo cual además inauguró el periodismo en el departamento. Sus editoriales y artículos procuraron la mejora urbana en la villa y el fortalecimiento de la identidad regional.
Su primo Buenaventura Ruiz, posible lazo para su venida a Uruguay, fue uno de los fundadores y primer presidente del Club Español de Montevideo. Perujo ingresó como miembro del club en 1881 o antes y permaneció en él aún a la distancia, desde Maldonado.
El Cortijo del Carmen fue uno de los primeros establecimientos de Maldonado en contar con teléfono (1898).
Perujo dejó dos publicaciones. La primera fue su tesis doctoral sobre los hijos naturales, en las que vertió amplia simpatía por el injusto desprecio que la sociedad volcaba hacia los hijos ilegítimos (1880). La segunda fue un folleto lapidador hacia el juez letrado departamental Manuel B. Tardáguila y el adinerado Vicente Costa, con motivo de las actuaciones de uno y otro en concurso por la quiebra del empresario franco-argentino Gaston Sansinena (1899).